# Proconsul africanus
Proconsul africanus es la primera especie de primates del Mioceno en ser descubierta. Fue nombrada por Arthur Hopwood, un asociado de Louis Leakey, en 1933.

## Descubrimiento
La expedición Laekey de 1947-1948 a la isla Rusinga en el Lago Victoria descubrió más especies de Proconsul. Mary Leakey sacó a la luz un ejemplar especialmente completo de Proconsul en 1948 (KNM-RU 7290), que fue durante varias décadas etiquetado como P. africanus, pero fue reclasificado como P. heseloni en 1993 por Alan Walker. En 1951, Leakey y Le Gros Clark establecieron la  sinonimia de Xenopithecus  koruensis ('simio raro de Koru', Kenia), especie también descrita por Hopwood, con P. africanus. En 1951 T. Whitworth encontró más restos de Proconsul en Rusinga, que clasificó como P. africanus, pero se agruparon posteriormente con los encontrados por Walker en 1992 para integrar la especie P. heseloni.
Esta especie, que vivió hace 18 millones de años, ha sido considerada como un posible antepasado tanto de hilobátidos como de homínidos. El paleontólogo Louis Leakey, quien fue uno de los primeros «cazadores de fósiles» humanos del siglo XX y un defensor de la evolución, dijo:

Una criatura especialmente importante fue Proconsul africanus. Después de muchas conclusiones posee elementos comunes de los simios y los hombres. Tenemos buenos huesos patas delanteras para ello, y en 1948 en Isla Rusinga Mary [Leakey] descubrió un cráneo, el primer espécimen casi completo jamás encontrado. Sus dientes caninos indican un simio, mientras que su frente nos recuerda la nuestra. Me parece, sin embargo, no es ni un simio ancestral, ni tampoco un antepasado del hombre, sino una rama lateral con características de ambas poblaciones...

Leakey cambió de parecer un par de veces acerca de la clasificación exacta de Proconsul. La mayoría de los paleontólogos considera que tendría una posición intermedia entre hominoideos y cercopitécidos.

## Morfología
Proconsul africanus tiene una fórmula dental de 2:1:2:3 tanto en el maxilar superior e inferior. En los molares de esta especie había esmalte delgado y había un cíngulo prominente molar. Esta especie también posee un hueso zigomático robusto y un hocico pronunciado. Tiene una amplia región interorbital y pequeños senos frontoetmoidales. El seno maxilar fue restringido. Esta especie tenía una región auditiva, que sería similar a la de los simios y los monos del Viejo Mundo. El tubo ectotimpánico estaba bien desarrollado. La especie carecía de cola y sus colmillos presentaban un alto dimorfismo sexual. El cráneo carece de torus supraorbitario y puede ser considerado como algo prognático. Tiene una capacidad craneal de 167 cc y un cociente de encefalización de 1,5. Con base en el cráneo, esta especie tenía una superficie externa del cerebro muy parecida a la de los gibones y los monos cercopitecoideos. La muñeca de esta especie ha sido descrita propia de un simio. Esta especie tiene un talud con muchas curvas en la superficie troclear y acanaladas profundamente. El pie tenía un arco toral. Proconsul africanus tenía un índice braquial de 96. En general, el esqueleto de esta especie puede ser descrito como robusto. Esta especie tenía una masa corporal promedio de alrededor de 18 kilogramos.

## Dieta
Basándose en la morfología dental, se conjetura que Proconsul africanus era una especie frugívora.

## Locomoción
El estudio de piezas postcraneales reveló que P. africanus era probablemente un cuadrúpedo arbóreo.